# Uzi Even
Uzi Even (18 de Outubro de 1940) é um químico israelita, activista gay e ex-membro do parlamento de Israel, o Knesset.
É reconhecido pelo seu papel activo na aceitação da homossexualidade no exército israelita em 1993, nomeadamente através da influência que exerceu sobre o então primeiro-ministro Yitzhak Rabin. É um dos que apoiaram em 2015 o acordo de não-agressão e desarmamento do Irã.
- Knesset, Uzi Even
- Uzi Even